# Teilstreitkräfte und Waffengattungen des Österreichischen Bundesheeres
Die Streitkräfte des Österreichischen Bundesheeres (ÖBH) sind in Teilstreitkräften organisiert, in denen Waffengattungen derart zusammengefasst sind, dass durch koordinierte gemeinsame Aufgabenerfüllung eine Wirkung in einer Domäne erzielt werden kann.

## Rechtliche Bestimmungen
Im Wehrgesetz 2001 ist die Zuständigkeit der Bundesregierung gemäß §7 (1)/WG2001 zur Bestimmung grundsätzlicher Angelegenheiten der Heeresorganisation festgelegt, im Übrigen ist dafür der Bundesminister für Landesverteidigung zuständig.
Die aktuelle Heeresorganisation ist im Militärstrategischen Konzept 2017 festgelegt.

## Teilstreitkräfte des ÖBH
Das ÖBH unterscheidet derzeit folgende Teilstreitkräfte:
- Landstreitkräfte
- Luftstreitkräfte
- Cyber-Kräfte
- Informationskräfte

Die Spezialeinsatzkräfte werden nicht zu den Teilstreitkräften gezählt, obgleich ihnen eine vergleichbare Rolle zukommt.

## Teilstreitkräfte und Waffengattungen
Die oben genannten Teilstreitkräfte unterteilen sich weiter in Waffengattungen, wobei nicht (mehr) darauf geachtet wird, ob der jeweiligen Waffengattung eine unterstützende Aufgabe zukommt oder ob sie die Hauptträgerin des Gefechts ist. Die vormalige Unterteilung in Truppengattungen (Führungs- und Führungsunterstützungstruppen, Kampftruppen, Kampfunterstützungstruppen,  Einsatzunterstützungstruppen) ist in der Truppe noch geläufig, obgleich sie als „nicht mehr zielführend“ beschrieben wird.
Den Teilstreitkräften werden folgende Waffengattungen zugeordnet:
| Landstreitkräfte   | - Artillerietruppe - Aufklärungstruppe - Infanterietruppe - Panzertruppe - Pioniertruppe            |
| Luftstreitkräfte   | - Bodengebundene Luftabwehrtruppe - Flugmeldetruppe - Luftunterstützungstruppe - Kampffliegertruppe |
| Cyber-Kräfte       | - Cyber-Truppe - EloKa-Truppe - IKT-Truppe                                                          |
| Informationskräfte | - Kommunikationstruppe - PSYOPS-Truppe                                                              |

Zusätzlichen Einsatzkräften (nicht explizite Teilstreitkräfte) werden weitere Waffengattungen zugeordnet:
| Spezialeinsatzkräfte | - Jagdkommandotruppe                 |
| Logistikkräfte       | - Versorgungstruppe - Sanitätstruppe |
| Querschnittkräfte    | - ABC-Abwehrtruppe - Ordnungstruppe  |

## Waffengattungen und Verbände
Waffengattungen und deren zugeordnete Verbände oder Einheiten des Österreichischen Bundesheeres. Die Soldatinnen und Soldaten einer Waffengattung werden zum Teil gemeinsam ausgebildet und arbeiten nach denselben Vorgaben.
| Artillerietruppe Aufklärungstruppe   | - Aufklärungs- und Artilleriebataillon 3 - Aufklärungs- und Artilleriebataillon 4 - Aufklärungs- und Artilleriebataillon 7 |
| Infanterietruppe                     | - Jägerbataillon 8 - Jägerbataillon 12 - Jägerbataillon 17 - Jägerbataillon 18 - Jägerbataillon 19 - Jägerbataillon 23 - Jägerbataillon 24 - Jägerbataillon 25 - Jägerbataillon 26 - Jägerbataillon 33 - Panzergrenadierbataillon 13 - Panzergrenadierbataillon 35 - Garde - Jägerbataillon Wien 1 „Hoch- und Deutschmeister“ - Jägerbataillon Wien 2 „Maria Theresia“ - Jägerbataillon Niederösterreich „Kopal“ - Jägerbataillon Burgenland - Jägerbataillon Kärnten - Jägerbataillon Oberösterreich - Jägerbataillon Tirol - Jägerbataillon Vorarlberg - Jägerbataillon Steiermark „Erzherzog Johann“ - Jägerbataillon Salzburg „Erzherzog Rainer“ |
| Panzertruppe                         | - Panzerbataillon 14 |
| Pioniertruppe                        | - Pionierbataillon 1 - Pionierbataillon 2 - Pionierbataillon 3 |
| Bodengebundene Luftabwehrtruppe      | - Fliegerabwehrbataillon 2 |
| Flugmeldetruppe                      | - Radarbataillon |
| Luftunterstützungstruppe             | - Luftunterstützungsgeschwader - Luftfahrttechnisches Unterstützungszentrum - Fliegerwerft 3 - Fliegerwerft 1 |
| Kampffliegertruppe                   | - Fliegerwerft 2 - Überwachungsgeschwader |
| Cyber-Truppe IKT-Truppe EloKa-Truppe | - Führungsunterstützungsbataillon 1 - Führungsunterstützungsbataillon 2 |
| Jagdkommandotruppe                   | - Jagdkommando |
| Versorgungstruppe                    | - Versorgungsregiment 1 - Versorgungsbataillon |
| Sanitätstruppe                       | - Sanitätszentrum Ost - Sanitätszentrum Süd - Sanitätszentrum West - Feldambulanz Hörsching |
| ABC-Abwehrtruppe                     | - ABC-Abwehrzentrum - Stabsbataillon 3 - Panzerstabsbataillon 4 - Stabsbataillon 6 - Stabsbataillon 7 |
| Ordnungstruppe                       | - Militärpolizei |